# Feldkapelle (Anhofen)

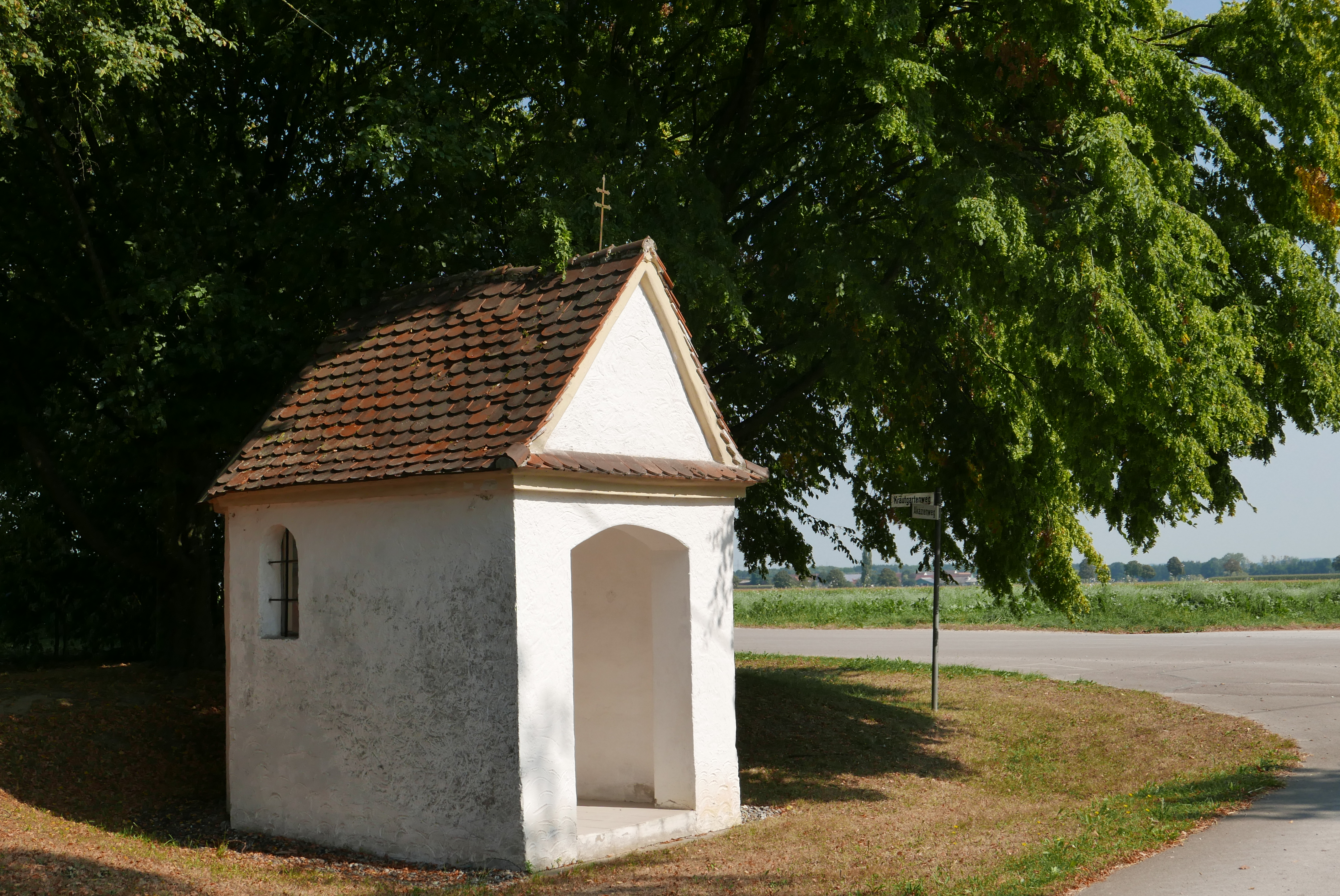
Feldkapelle in Anhofen

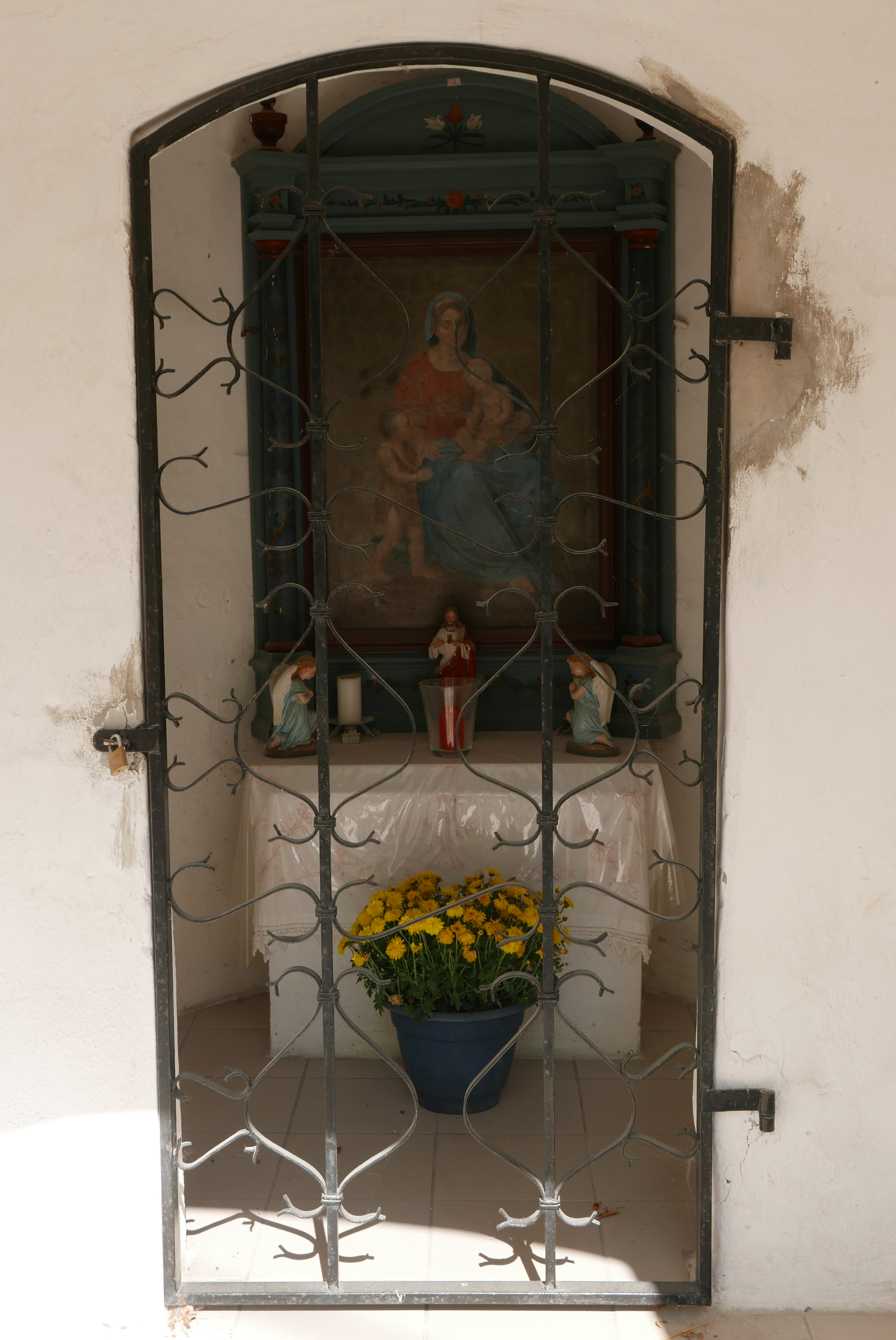
Innenansicht

Die katholische Feldkapelle in Anhofen, einem Gemeindeteil von Bibertal im schwäbischen Landkreis Günzburg in Bayern, wurde im 18. Jahrhundert errichtet. Die Kapelle am Akazienweg, am östlichen Ortsausgang, ist ein geschütztes Baudenkmal.
Der schlichte Massivbau mit Stichbogenöffnung  besitzt einen abgerundeten, genordeten Chor.
Die bescheidene Ausstattung stammt aus der Mitte des 19. Jahrhunderts.